# Trifolium tastetii
Trifolium tastetii là một loài thực vật có hoa trong họ Đậu. Loài này được (Pau) Font Quer miêu tả khoa học đầu tiên.